# Јуршче
Јуршче (словен. Juršče, итал. San Giorgio o Giursici) је насељено место у општини Пивка, Приморско-нотрањска регија, Словенија.

## Историја
До територијалне реорганизације у Словенији било је у саставу старе општине Постојна.

## Становништво
У попису становништва из 2011. године, Јуршче је имало 155 становника.
| Број становника према пописима | Број становника према пописима | Број становника према пописима |
| ------------------------------ | ------------------------------ | ------------------------------ |
| 1991                           | 2002                           | 2011                           |
| 199                            | 168                            | 155                            |

Напомена: До 2007. исказивано под именом Јуришче. Године 1994. извршене су мање размене територија између насеља Јуршче и Палчје.